# Mariano Cárdenas Zuta
Mariano Segundo Cárdenas Zuta (San Rafael, 10 de febrero de 1962) es un político peruano. Fue consejero regional de San Martín entre 2015 y 2018 y alcalde del distrito de San Rafael entre 2003 y 2006.
Nació en el distrito de San Rafael, provincia de Bellavista, departamento de San Martín, Perú, el 10 de febrero de 1962, hijo de Mariano Cárdenas Torres y Mildred Zuta Isminio. Cursó sus estudios primarios y secundarios en su localidad natal. No cursó estudios superiores.
Su primera participación política se dio en las elecciones municipales de 1995 cuando postuló a una regiduría en la provincia de Bellavista sin éxito. En las elecciones municipales del 2002 fue elegido como alcalde del distrito de San Rafael por el Partido Aprista Peruano. Tentó la reelección en las elecciones municipales del 2010 sin éxito. En las elecciones regionales del 2014 fue elegido consejero regional por la provincia de Bellavista. Tentó su reelección en las elecciones regionales del 2018 sin éxito.